# Stazione di Olgiate Comasco
Stazione di Olgiate Comasco 1966-ban bezárt vasútállomás Olaszországban, Lombardia régióban, Olgiate Comasco településen.

## Vasútvonalak
Az állomást az alábbi vasútvonalak érintették:
- Como–Varese-vasútvonal

## Kapcsolódó állomások
A vasútállomáshoz az alábbi állomások vannak a legközelebb:
- Stazione di Solbiate-Albiolo
- Stazione di Lurate Caccivio